# Torreorgaz (kommunhuvudort)
Torreorgaz är en kommunhuvudort i Spanien.   Den ligger i provinsen Provincia de Cáceres och regionen Extremadura, i den centrala delen av landet, 250 km sydväst om huvudstaden Madrid. Torreorgaz ligger 427 meter över havet och antalet invånare är 1 683.
Terrängen runt Torreorgaz är platt. Runt Torreorgaz är det ganska glesbefolkat, med 24 invånare per kvadratkilometer. Närmaste större samhälle är Cáceres, 14,8 km nordväst om Torreorgaz. Trakten runt Torreorgaz består till största delen av jordbruksmark.